# Kazimierz Przybyś
Kazimierz Przybyś  est un footballeur polonais né le 11 juillet 1960 à Radom. Il évoluait au poste de défenseur.

## Biographie

### En club
Au cours de sa carrière, il dispute un total de 185 matchs en première division polonaise, inscrivant un but.
Avec le club du Widzew Łódź, il se classe troisième du championnat polonais à deux reprises, en 1985 et 1986, et remporte une Coupe de Pologne.
Il dispute quatre matchs en Coupe de l'UEFA, et deux matchs en Coupe des coupes, avec le club du Widzew Łódź.

### En équipe nationale
International polonais, il reçoit 15 sélections en équipe de Pologne de 1985 à 1987.
Il joue son premier match en équipe nationale le 19 mai 1985 contre la Grèce, à l'occasion d'une rencontre rentrant dans le cadre des éliminatoires du mondial 1986 (victoire 1-4).
Son dernier match en équipe nationale a lieu le 14 octobre 1987 contre les Pays-Bas, lors d'un match rentrant dans le cadre des éliminatoires de l'Euro 1988 (défaite 0-2).
Il fait partie du groupe polonais qui termine huitième de finaliste de la Coupe du monde 1986. Lors du mondial organisé au Mexique, il joue deux matchs : contre le Maroc, et le Brésil.

## Carrière
- 1980-1983 :  Broń Radom
- 1983-1984 :  Śląsk Wrocław
- 1984-1988 :  Widzew Łódź

## Palmarès
Avec le Widzew Łódź :
- Vainqueur de la Coupe de Pologne en 1985